# Erika Vogt
Pour les articles homonymes, voir Vogt (homonymie).
Erika Vogt est une sculptrice et vidéaste américaine née en 1973 à East Newark, dans le New Jersey (États-Unis).

## Biographie
Erika Vogt est une artiste qui vit et travaille à Los Angeles. Elle est née en 1973 et est diplômée de l'Université de New York et du California Institute of the Arts. Elle utilise principalement l'art vidéo, en la mêlant à d'autres formes artistiques, comme la sculpture, le dessin, la peinture ou la photographie.

## Expositions
- A Cris Ouverts, Les Ateliers de Rennes du 29 septembre au 2 décembre 2018[1]
- Erika Vogt : Speech Mesh - Drawn OFF, Triangle France, Marseille, 2014[4]
- Stranger debris roll roll roll, New Museum, New York, 2013 [5]